# Росон (департамент, Сан-Хуан)
Департамент Росон  (исп. Departamento de Rawson) — департамент в Аргентине в составе провинции Сан-Хуан.
Территория — 300 км². Население — 114368 человек. Плотность населения — 381,20 чел./км².
Административный центр — Вилья-Краузе.

## География
Департамент расположен в центральной части провинции Сан-Хуан.
Департамент граничит:
- на северо-западе — c департаментом Ривадавия
- на севере — с департаментами Сан-Хуан, Санта-Люсия
- на востоке — с департаментом Нуэве-де-Хулио
- на юго-востоке — с департаментом Вейнтисинко-де-Майо
- на юге — с департаментом Сармьенто
- на западе — с департаментом Посито

## Важнейшие населенные пункты[2]
| № | Населённый пункт | Населённый пункт (исп.) | Категория   | Население чел. (2010) | На карте                        |
| - | ---------------- | ----------------------- | ----------- | --------------------- | ------------------------------- |
| 1 | Росон            | Rawson                  | агломерация | 109424                | 31°33′54″ ю. ш. 68°32′54″ з. д. |
| 2 | Вилья-Боланьос   | Villa Bolaños           | поселок     | 520                   | 31°37′33″ ю. ш. 68°28′30″ з. д. |

#### Агломерация Росон
- входит в агломерацию Большой Сан-Хуан.

| № | Населённый пункт | Населённый пункт (исп.) | Категория | Население чел. (2001) | На карте                        |
| - | ---------------- | ----------------------- | --------- | --------------------- | ------------------------------- |
| 1 | Росон            | Rawson                  | город     | 83608                 | 31°33′54″ ю. ш. 68°32′54″ з. д. |
| 2 | Вилья-Краусе     | Villa Krause            | город     | 10835                 | 31°34′51″ ю. ш. 68°32′24″ з. д. |
| 3 | Эль-Меданито     | El Medanito             | город     | 7782                  | 31°34′39″ ю. ш. 68°29′28″ з. д. |